# 妙典寺 (豊島区)
妙典寺（みょうてんじ）は、東京都豊島区にある日蓮宗の寺院。

## 歴史
1616年（元和2年）、日観によって開山された。当寺は徳川家祈願所であったため、1634年（寛永11年）の江戸城拡張工事によって市谷に移転した際には、全て徳川家によって建てられている。
1908年（明治41年）に「妙行寺」と合併し、「妙行寺」と称して池袋に移転した。1911年（明治44年）に「妙典寺」に改称した。1945年（昭和20年）の空襲の被害を受け、また区画整理もあり、1949年（昭和24年）に現在地に移転した。

### 富士門流
当寺は富士門流の法統であり、現在は日蓮宗の興統法縁会に属している。開山の日観が下条妙蓮寺16世住職だったことによる。明治以降は本門宗に属した。1941年（昭和16年）の旧日蓮宗（一致派）・顕本法華宗（日什門流、勝劣派）との三派合同で、新日蓮宗に属することになった。
戦後、下条妙蓮寺とその旧末寺の大半が日蓮正宗に合流したが、当寺は日蓮宗に残留、下条妙蓮寺旧末寺唯一の日蓮宗（興統法縁会）寺院となっている。

## 交通アクセス
- 東池袋駅より徒歩5分。